# Os Noivos
Os Noivos (em italiano:  I promessi sposi) é um romance histórico italiano de Alessandro Manzoni, publicado pela primeira vez em 1827, em três volumes. Tem sido considerado o romance mais famoso e lido em língua italiana.
I promessi sposi foi transformado em uma ópera de mesmo nome por Amilcare Ponchielli em 1856 e por Errico Petrella em 1869. Houve muitas versões cinematográficas, incluindo I promessi sposi (1908), The Betrothed (1941) The Betrothed (1990) e Renzo e Lucia, feito para a televisão em 2004.
Em maio de 2015, em uma audiência geral semanal na Praça de São Pedro, o Papa Francisco pediu aos casais de noivos que lessem o romance para edificação antes do casamento.

## Temática
Situado no norte da Itália em 1628, durante os anos opressivos de domínio espanhol, é visto como um ataque velado ao Império Austríaco, que controlava a região na época em que o romance foi escrito (a versão definitiva foi publicada em 1842). Também é notável pela descrição extraordinária da praga que atingiu Milão por volta de 1630.
Trata-se de uma variedade de temas, desde a natureza covarde e hipócrita de um prelado (Dom Abbondio) e a heroica santidade de outros padres (Padre Cristoforo, Federico Borromeo), até a força inabalável do amor (a relação entre Renzo e Lucia, e sua luta para finalmente encontrar-se novamente e casar-se), e oferece alguns insights sobre os meandros da mente humana.

## Publicação
Paralelamente à escrita de seu romance, Manzoni se dedicava a estudar as distinções entre o domínio do poeta e o domínio do historiador e entre história e ficção, como se pode ver em uma carta sua ("Lettre à M. chauvet sur l'unité de temps et de lieu dans la tragédie") publicada em 1820 em Paris, e em seu ensaio "Del Romanzo storico", publicado em 1850, mas escrito a partir de 1827. Ao longo de sua vida, Manzoni passou a se tornar mais crítico das aproximações entre ficção e verdade histórica, afirmando que todo o trabalho histórico (incluindo o romance) deve tentar se ater apenas àquilo que pode ser comprovado como verdade. Esta mudança de concepção levaria Manzoni a publicar, na edição de 1842 de "I promiessi sposi", um anexo chamado "Storia della colonna infame", um trabalho historiográfico realizado por Manzoni sobre o contexto de um dos capítulos de seu romance, ambientado durante a praga de 1630 na Itália.

### Livros
- Povolo, Claudio (2014). «Introduction». The Novelist and the Archivist: Fiction and History in Alessandro Manzoni's The Betrothed. Frankfurt: Springer

- Ragusa, Olga (2003). «Alessandro Manzoni and developments in the historical novel». In:  Bondanella, Peter; Ciccarelli, Andrea. The Cambridge Companion to the Italian Novel. [S.l.]: Cambridge University Press. pp. 42–60